# Neomaniola
Neomaniola är ett släkte av fjärilar. Neomaniola ingår i familjen praktfjärilar.
Kladogram enligt Catalogue of Life:
| Neomaniola | \| \| Neomaniola euripides \| \| \| \| \| \| Neomaniola salomonis \| \| \| \| |
|            | \| \| Neomaniola euripides \| \| \| \| \| \| Neomaniola salomonis \| \| \| \| |
|            | Neomaniola euripides                                                          |
|            |                                                                               |
|            | Neomaniola salomonis                                                          |
|            |                                                                               |